# 皇家鑄幣廠 (西班牙)

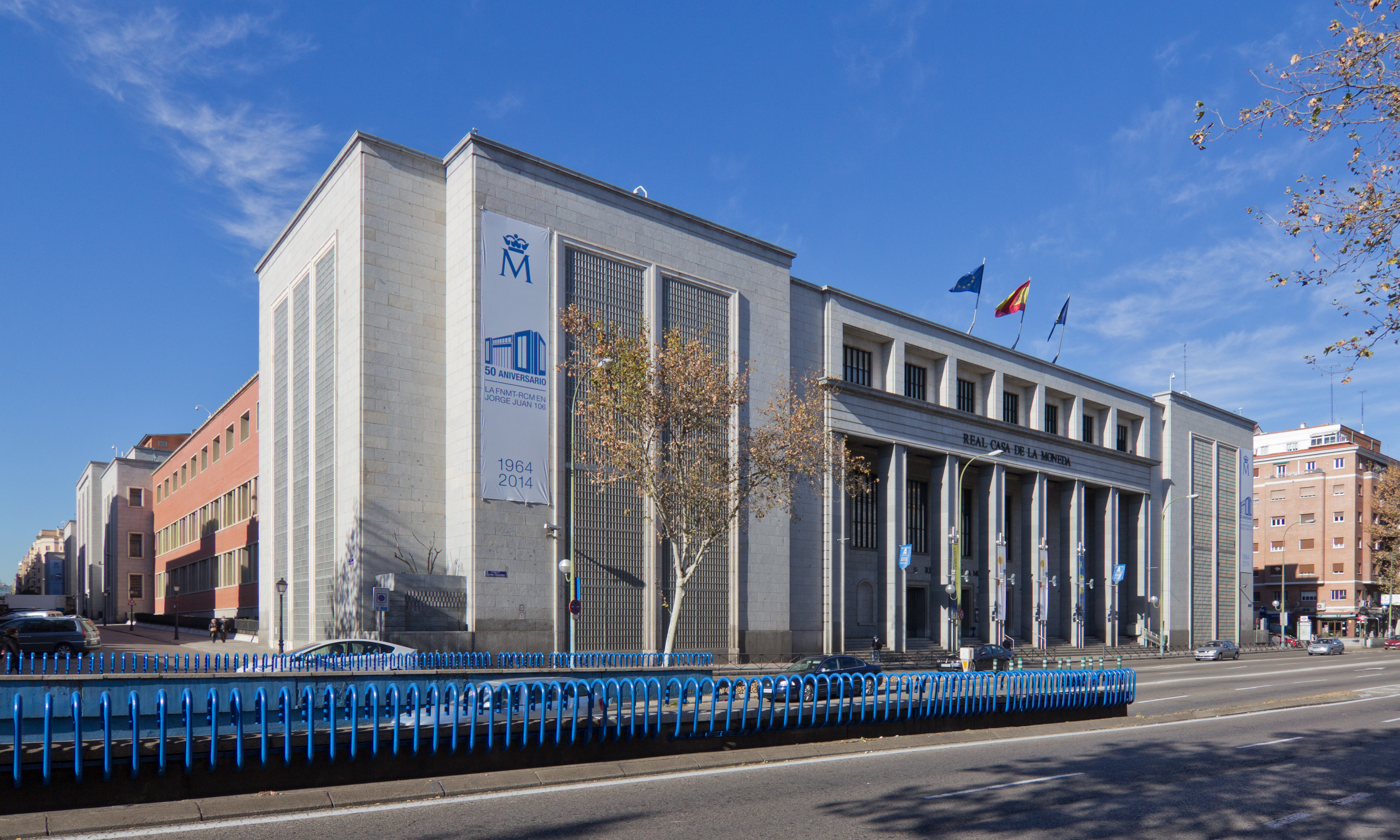
皇家鑄幣廠

西班牙皇家鑄幣廠（西班牙語：Fábrica Nacional de Moneda y Timbre – Real Casa de la Moneda），簡稱，是西班牙的國立鑄幣廠，由西班牙經濟部管轄。西班牙皇家鑄幣廠在馬德里和布爾戈斯設有工廠。皇家鑄幣廠附設有博物館。

## 外部連結
- Royal Mint of Spain, in English

40°25′22″N 3°40′15″W / 40.4227°N 3.6709°W